# TramSim
Der TramSim (Tram Simulator) ist eine Plattform für die Straßenbahnsimulation von Viewapp und Aerosoft. Die Spiele sind für den PC, PS4, PS5, Xbox One und Xbox Series X/S erhältlich.
Am 29. Oktober 2020 wurde TramSim Wien veröffentlicht, während das Spiel TramSim München am 4. November 2021 erschien. Die entsprechenden Konsolenversionen erschienen erst am 25. April 2023.

## Geschichte
Erstmals präsentiert wurde der Titel TramSim auf der NextSim 2020, einer wegen des Coronavirus digital abgehaltenen Veranstaltung, bei der neue Simulatoren vorgestellt wurden. 

Das Spiel TramSim Wien erschien am 29. Oktober 2020 auf Steam sowie als DVD-Rom für PC-Spieler.

In regelmäßigen Abständen veröffentlichen der Entwickler ViewApp und der Publisher Aerosoft gemeinsame YouTube-Videos, so genannte „DevUpdates“, in welchen den interessierten Nutzern Entwicklungen, Ausblicke, sowie bevorstehende DLC-Inhalte zum TramSim gezeigt bzw. vorgestellt werden.
Ein Jahr später wurde die NextSim aufgrund der Corona-Pandemie erneut digital abgehalten. Am 26. August 2021 fand die Veranstaltung online statt, wo der Titel TramSim München angekündigt wurde. TramSim München ist zwar eine Weiterentwicklung vom Spiel TramSim Wien, erschien aber als eigenes Spiel. Für Käufer von LOTUS München wird beim Kauf von TramSim München ein 75% Rabatt gewährt. Das Spiel TramSim München erschien am 4. November 2021. Zudem wurde mit der Veröffentlichung von TramSim München der TramSim Launcher veröffentlicht, wo zu einem späteren Zeitpunkt ein Fahrzeug-Showroom eingefügt wird.
Im Rahmen des „Festival of Rail“ von Dovetail Games wurde im Februar 2023 veröffentlicht, man wolle gemeinsam TramSim auf die Konsole bringen. Eine weitere Zusammenarbeit mit Aerosoft wird somit nicht realisiert.

## TramSim Wien

### Spielkarte
Spielbar ist die Straßenbahnlinie 1 in Wien, welche vom Stefan-Fadinger-Platz über den Karlsplatz zum Ring führt, wo Wiener Sehenswürdigkeiten detailgetreu nachgebildet wurden, wie zum Beispiel die Staatsoper, das Volkstheater, das Parlament oder das Burgtheater. Vom Ring geht es zur Wiener Börse, zum Schwedenplatz und schließlich zur Endstation Prater, Hauptallee. Besonders erwähnenswert ist der im Untergrund als Tunnel befindliche U-Strab-Abschnitt, welchen der Spieler zwischen den Haltestellen Matzleinsdorfer Platz und Laurenzgasse befährt.
Die Fahrzeit beträgt in etwa 45 Minuten. Die Linie kann auch an den Haltestellen Radetzkystraße/Matthäusgasse, Börse und Oper, Karlsplatz kurzgeführt werden.
Am 31. Mai 2021 wurde in Form der Version 1.4.1 die Straßenbahnlinie U2Z veröffentlicht, die 2. Linie für den TramSim Wien.
Mit Kauf des DLCs bzw. Patch 1.3 wird außerdem die KI-Straßenbahnlinie 62 hinzugefügt, auf der, wie im realen Fahrplan vorgesehen, die kürzeren ULF Typ A fahren. Die Züge der Linie 62 begegnen dem Spieler zwischen den Stationen Oper, Karlsplatz und Kliebergasse. Die Strecke der Linie 62 kann, bis auf die mit der Linie 1 identen Haltestellen, nicht vom Spieler befahren werden.
Am 15. Dezember 2021 erschien eine offizielle Ankündigung, in welcher die Rede von einer weiteren Streckenerweiterung ist. Am 22. Dezember 2021 wurde die Strecke Ring – Schwarzenbergplatz – St. Marx der Linie 71 kostenlos in das Spiel eingefügt. Somit ist neben den Linien 1 und U2Z auch die Linie 71 der Straßenbahn Wien spielbar.

### Fahrzeuge
Im Spiel ist der Flexity sowie seit 4. März 2021 der E2 der Wiener Linien verfügbar. Der Flexity ist ein Niederflur-Straßenbahnwagen der Wiener Linien, gebaut von Alstom bzw. Bombardier. Am 4. März 2021 erschien mit dem kostenlosen Update 1.1.0 der E2 samt c5-Beiwagen. Der E2 ist ein Hochflur-Straßenbahnwagen der Wiener Linien, welcher seit 1978 in Betrieb ist.
Am 29. April 2021 wurde die Type ULF (Ultra Low Floor) im Zuge eines DLCs in das Spiel integriert. Die ULF Type A1 und B1 wurden mit dem OpenBeta Update 1.7 am 6. Dezember 2021 an die Besitzer des ULF DLCs nachgeliefert.
Am 15. Dezember 2021 wurde neben der Ankündigung der neuen Strecke der Linie 71, auch ein weiteres Fahrzeug angekündigt. Mitte März bzw. Ende März, soll die Type E1 in das Spiel eingefügt werden. Am 31. März 2022 veröffentlicht, ist der E1 ein weiteres Fahrzeug Add-On für TramSim.
Alle Fahrzeuge aus dem Spiel können mit einem Repaint, also einer eigenen Textur / Optik, versehen werden.

### Zusatzinhalte
Am 29. April 2021 wurde mit der Straßenbahntype ULF das erste kostenpflichtige DLC veröffentlicht.
Im DevUpdate #7 auf YouTube, wurde am 14. Mai 2021 darüber informiert, dass am 25. Mai das bereits im April angekündigte Betriebsbahnhof-DLC erscheinen soll, welches den realen Betriebsbahnhof Favoriten in der Gudrunstraße 153 im 10. Wiener Gemeindebezirk abbildet. Der Betriebsbahnhof Favoriten beherbergt in der Realität Fahrzeuge der Vienna Ring Tram (VRT) sowie der Linien 1, O, 6, 11, D und 18. Mit dem DLC erschienen erweiterte Fahrzeugfunktionen, wie zum Beispiel Funktionalitäten zum Rangieren mit den Fahrzeugen auf dem Gelände des Betriebsbahnhofes, eine Waschanlage und die Möglichkeit zum Ein- und Ausrücken auf die Linie 1 bzw. dem Wahrnehmen von Rangieraufgaben am Betriebshof hinzugefügt werden.
Am 31. März 2022 wurde die Fahrzeugtype E1 mit dem Beiwagen c3 als drittes DLC veröffentlicht.

## TramSim München

### Spielkarte
Anders als bei TramSim Wien sind zu Release drei Linien der Straßenbahn München enthalten; die Linie 23 (Schwabing Nord – Münchner Freiheit), 27 (Petuelring – Sendlinger Tor) und 28 (Scheidplatz – Sendlinger Tor), inklusive der Gleisverbindung zwischen Scheidplatz und Münchner Freiheit. Für 2023 kündigte ViewApp eine Erweiterung der Karte an, die Linie 12 (Scheidplatz – Ackermannschleife). Dazu kam es jedoch nicht. Inzwischen arbeitete ViewApp an einem neuen Simulationsspiel mit dem Namen „City Transport Simulator“, das im Januar 2025 erschien.

### Fahrzeuge
Im Spiel enthalten ist zum Release das Straßenbahnmodell R2.2b (GT6, in München als „Baureihe R“) der MVG. Genauso wie bei TramSim Wien sind auch die Straßenbahngarnituren bei TramSim München Repaint-fähig.
Die Fahrzeuge aus TramSim Wien können ebenfalls in TramSim München und umgekehrt vom Spieler gefahren werden.